# ヨハン・フリードリヒ (ブランデンブルク＝アンスバッハ辺境伯)

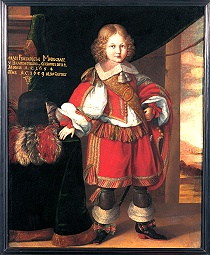
子供時代のヨハン・フリードリヒ（1659年）

ヨハン・フリードリヒ・フォン･ブランデンブルク＝アンスバッハ（Johann Friedrich von Brandenburg-Ansbach、1654年10月8日 - 1686年3月22日）は、フランケン地方アンスバッハ侯領の辺境伯。ブランデンブルク＝アンスバッハ辺境伯アルブレヒトと、その2番目の妻ゾフィー・マルガレーテ・フォン・エッティンゲン＝エッティンゲンの長男。
1667年の父の死を受けて遺領を相続した時はまだ成人しておらず、最初は摂政の後見下で統治を行った。1672年に成人して後、自らブランデンブルク＝アンスバッハ辺境伯領の統治を行った。

## 子女
1673年にバーデン＝ドゥルラハ辺境伯フリードリヒ6世の娘ヨハンナ・エリーザベト・フォン・バーデン＝ドゥルラハ（1651年 - 1680年）と結婚、5人の子を儲けた。
- レオポルト・フリードリヒ（1674年 - 1676年）
- クリスティアン・アルブレヒト（1675年 - 1692年） - ブランデンブルク＝アンスバッハ辺境伯
- ドロテア・フレーデリーケ（1676年 - 1731年） - ハーナウ伯ヨハン・ライハルト3世夫人
- ゲオルク・フリードリヒ2世（1678年 - 1703年） - ブランデンブルク＝アンスバッハ辺境伯
- シャルロッテ・ゾフィー（1679年 - 1680年）

1681年にザクセン＝アイゼナハ公ヨハン・ゲオルク1世の娘エレオノーレ（1662年 - 1723年）と再婚、3人の子を儲けた。
- ヴィルヘルミーネ・カロリーネ（1683年 - 1737年） - イギリス王兼ハノーファー選帝侯ジョージ2世妃
- フリードリヒ・アウグスト（1685年）
- ヴィルヘルム・フリードリヒ（1686年 - 1723年） - ブランデンブルク＝アンスバッハ辺境伯